# Первинний нуклеосинтез
Первинний нуклеосинтез — початкова стадія нуклеосинтезу. Він відбувся у перші три хвилини після Великого вибуху.
Впродовж цієї стадії утворилися легкі елементи — протій ≈77%, гелій-4 (≈23 %), гелій-3 (3×10-4 %), дейтерій (5×10-5 %) та літій-7 (5×10-10 %).

## Умови й розвиток. Основні реакції.
При температурах, що відповідають тепловій кінетичній енергії {\displaystyle T_{f}>1MeB} ядра не могли існувати, тому що вони ефективно руйнувалися при зіткненнях із фотонами, електронами та позитронами. Речовина складалась із протонів та нейтронів. Впродовж розширення та охолодження Всесвіту ( {\displaystyle T_{f}\thicksim t^{-1/2}}), концентрація нейтронів спадала відповідно до розподілу Больцмана у рівноважному газі:
{\displaystyle N_{n}/N_{p}\thicksim exp(-\Delta mc^{2}/kT)}, 
де {\displaystyle \Delta mc^{2}=(m_{n}-m_{p})c^{2}=1.38MeB} — різниця мас спокою нейтрона та протона. 
Рівновага підтримувалася реакціями слабкої взаємодії. Якби термодинамічна рівновага підтримувалася по мірі охолодження й надалі, то очевидно, концентрація нейтронів експоненційно прямувала б до нуля, і ні про який нуклеосинтез не було б і мови. Однак охолодження призводить до порушення рівноваги так, що при температурі {\displaystyle T_{f}\approx 0.7MeB} відношення концентрацій "зупиняється" на значенні 0,19. Це дає змогу для перебігу першої реакції нуклеосинтезу: {\displaystyle {\ce {n + p -> ^{2}_{1}D + \gamma}}}, при цьому енергії та концентрації фотонів вже не достатньо для руйнування ядер дейтерію. Відбувається накопичення ядер, та перебіг подальших реакцій:

{\displaystyle D+D\rightarrow T+p;}{\displaystyle D+D\rightarrow ^{3}He+n;}{\displaystyle ^{3}He+n\longleftrightarrow T+p;}{\displaystyle T+D\rightarrow ^{4}He+n.}

Далі реакції не йдуть, тому що в природі немає стійких хімічних елементів з атомною масою 5, а концентрація ядер гелію занадто низька, щоб могли ефективно перебігати реакції горіння гелію з утворенням берилію-7 та вуглецю-12. Ця обставина є принциповою у порівнянні первинного нуклеосинтезу з нуклеосинтезом у зорях. Епоха первинного нуклеосинтезу завершилася через {\displaystyle t\approx 200c}.

## Відносний склад первинної речовини
Найважливіший параметр розрахунків відносного змісту первинних елементів -- питома ентропія на 1 баріон, яка не змінюється в ході розширення. Ця величина також може бути виражена в показниках щільності баріонів {\displaystyle \rho _{b}=\Omega _{b}\rho _{cr}\propto \Omega _{b}h^{2}}({\displaystyle \Omega _{b}h^{2}}-- фізична баріонна густина). Таким чином, теоретично визначається хімічний склад первинної (дозоряної) речовини за кількістю атомів. Числа, що зазначені на початку, добре співвідносяться з сучасними розрахунками за спектрами далеких квазарів.
Цікаво, що спостереження первинного хімічного складу накладають незалежні обмеження на частку баріонної речовини у Всесвіті:
{\displaystyle 0.01<\Omega _{b}<0.15;}
Спостереження речовини, що світиться в галактиках, дає оцінку {\displaystyle \Omega _{b}\approx 0.005}. Звідси випливає важливий висновок: у Всесвіті має існувати невидима баріонна речовина, маса якої в десятки разів перевищує масу тієї  речовини, що світиться (тобто, випромінює електромагнітні хвилі). Із незалежних міркувань (зростання збурень, формування великомасштабної структури Всесвіту) роблять висновок про необхідність існування ще й небаріонної прихованої маси. Незалежні свідоцтва існування значної частки небаріонної прихованої маси ( {\displaystyle \Omega _{DM}\thicksim 0.3}) випливають зі спостереження кривих обертання спіральних галактик, рентгенівського випромінювання газу в скупченнях галактик, гравітаційного лінзування на скупченнях галактик, з аналізу динаміки галактик у групах і скупченнях та ін.

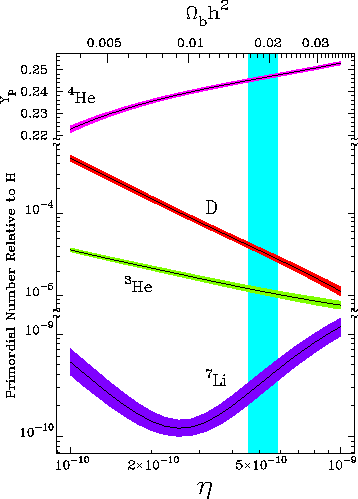
Розрахунок хімічного складу легких елементів в епоху первинного нуклеосинтезу (число атомів по відношенню до атомів водню) як функція питомої ентропії на 1 баріон або густини баріонів речовини (верхня шкала). Вертикальна смуга відповідає спостереженнями вмісту легких елементів за спектрами далеких квазарів.

## Первинний нуклеосинтез і нейтрино
На пост-інфляційній стадії розширення Всесвіту зв'язок температури первинної речовини з часом від початку розширення ( {\displaystyle t}) випливає з формули залежності загальної густини матерії від часу :
{\displaystyle \rho _{\Sigma }=\xi {\frac {a_{r}T_{4}}{c^{2}}}={\frac {3}{32\pi Gt^{2}}}}
де, {\displaystyle \xi } — безрозмірна величина, що характеризує співвідношення концентрації частинок до концентрації фотонів (так, для рівноважних {\displaystyle \gamma ,e^{+},e^{-},\nu _{e},{\tilde {\nu _{e}}},\nu _{\mu },{\tilde {\nu _{\mu }}}}відповідає {\displaystyle \xi =9/2}). Тобто, з аналізу первинного хімічного складу можна вивести обмеження на число сортів слабо взаємодіючих частинок. Цей метод вперше був запропонований радянським астрофізиком В.Ф.Шварцманом в 1969 р. У 1999 р. з експериментально знайденого значення частки первинного гелію {\displaystyle Y=0.244\pm 0.002} було знайдено обмеження на число сортів легких нейтрино {\displaystyle \xi _{\nu }=2.84\pm 0.3}, верхня межа 3-{\displaystyle \sigma }: {\displaystyle \xi _{\nu }<3.2}, що цілком відповідає сучасним результатам з прискорювача LEP (ЦЕРН)[джерело?]: {\displaystyle \xi _{\nu }=3.07\pm 0.24}.
Згідно сучасної теорії елементарних частинок, нейтрино можуть мати масу спокою. Дані з нейтринного детектору Супер-Камиоканде свідчать про осциляції різних сортів нейтрино, що може відбуватися лише за ненульової маси спокою. Виміряне значення квадрату різниці мас {\displaystyle \nu _{\mu }\longleftrightarrow \nu _{\tau }:\Delta m^{2}\thicksim 2.2\cdot 10^{-3}eB^{2}}. Цікаво, що при масі спокою принаймні {\displaystyle m_{\nu }\thicksim 0.1eB} внесок нейтрино в загальну густину у Всесвіті є порівняним із внеском баріонів видимої речовини в зорях та туманностях.